# Corticium griseoeffusum
Corticium griseoeffusum är en svampart som först beskrevs av M.J. Larsen & Gilb., och fick sitt nu gällande namn av Ginns & M.N.L. Lefebvre 1993. Corticium griseoeffusum ingår i släktet Corticium och familjen Corticiaceae.   Inga underarter finns listade i Catalogue of Life.